# Luzenac AP
Luzenac AP (tiếng Pháp: Luzenac Ariège Pyrénées) là một câu lạc bộ bóng đá Pháp có trụ sở tại thị trấn nhỏ Luzenac (650 cư dân) (Ariège). Nó được thành lập vào năm 1936. Đội chơi ở Stade Paul Fédou, có sức chứa 1.600. Màu sắc của câu lạc bộ là đỏ và xanh.

## Lịch sử
Trong mùa giải 2013-14, câu lạc bộ đã thi đấu tại Championnat National, cấp độ cao thứ ba của bóng đá Pháp. Vào ngày 18 tháng 4 năm 2014, câu lạc bộ đã thăng hạng Ligue 2 cho mùa giải 2014-15, với hy vọng trở thành câu lạc bộ nhỏ nhất từng thi đấu ở cấp độ thứ hai của bóng đá Pháp. Tuy nhiên, câu lạc bộ có một sân vận động không đầy đủ điều kiện để thi đấu, và vì vậy họ không được phép thi đấu ở Ligue 2. Họ cuối cùng đã bị buộc phải giải phóng các cầu thủ đội đầu tiên của họ và sử dụng đội hình dự bị của họ để chơi trong giải hạng bảy cho 2014-15.

## Danh hiệu
- Giải vô địch hạng 4 bảng G: 1980
- Giải vô địch CFA2 bảng E: 2005
- Giải vô địch Midi-Pyrénées DH: 1971, 1985, 2000
- Giải vô địch CFA bảng C: 2009